# 滝沢喜平治
滝沢 喜平治（瀧澤、たきざわ きへいじ、1848年4月26日〈弘化3年2月13日〉 - 1916年〈大正5年〉7月16日）は、明治から大正時代前期の政治家、実業家、銀行家。貴族院多額納税者議員。地主、肥料商。

## 経歴
滝沢武平の長男として、下野宇都宮藩領塩谷郡桜野村（栃木県塩谷郡氏家町を経て現さくら市氏家）に生まれる。父は穀物問屋を営んだ。1868年（明治元年）庄屋となり、以後戸長を経て、1879年（明治12年）栃木県会議員に当選する。ついで塩谷郡会議員、氏家町長を務めた。氏家きっての大地主で、明治新政府の殖産興業に呼応し、荒地の開墾や多くの会社、銀行に出資し経営に参画した。1872年（明治5年）氏家、上野原を開発・植林し、約600ヘクタールの山林を造成。同年鬼怒川に12ヘクタールの桑園を開き、養蚕伝習所を設立して養蚕の普及に努めた。1880年（明治13年）印南丈作、矢板武らと那須開墾社を設立。さらに同年、県令の鍋島幹、矢板武らと共立物産を創立し良質な肥料の普及に尽瘁した。
実業界では、1878年（明治11年）第四十一国立銀行の創立に参画し、のち頭取を務めた。その他、氏家銀行取締役、鹿沼町製麻、下野綿布、下野紡績、下野銀行、栃木県農工銀行各取締役、東海銀行、鹿沼銀行、黒羽銀行、今市銀行、白河商業銀行各監査役、矢板銀行、日本製麻各取締役、宇都宮起業、金町製瓦各監査役、益子銀行、下野印刷、下野新聞各顧問、宇都宮商業会議所特別議員などを歴任した。
1901年（明治34年）栃木県多額納税者として補欠選挙で貴族院議員に互選され、同年5月10日から1904年（明治37年）9月28日まで在任した。

## 親族
⚫︎妻: かね ( 君島五郞左衞門二女)
⚫︎長男:武七 ( 1863年生まれ、妻 いと は 黑崎利兵衞三女)
⚫︎孫:民 (1885年年生まれ、武七長男、氏家銀行頭取 )
⚫︎孫の妻:ため( 1891年生まれ、鹿沼銀行副頭取 金子太平 三女)
⚫︎孫娘:スヅ ( 1888年生まれ、武七長女)
⚫︎孫の夫:君島鳳吉 (1883年生まれ、片岡銀行取締役、君島彦四郎長男)
⚫︎孫娘:カド (1897年生まれ、武七娘)
⚫︎孫の夫:君島一郎 ( 1887年生まれ、朝鮮銀行副総裁)
⚫︎曾孫:竹内れい子 ( 法学士竹内悌三妻、娘は文化功労者、石井幹子)
⚫︎孫娘の義父:君島五郎 (1866年生まれ、栃木県議会議員、塩原電車取締役)
⚫︎孫娘:ノブ (1900年生まれ、武七娘)
⚫︎孫娘の夫: 安居憲一郎 (1889年生まれ、東京府士族、東京府多額納税者、地主)